# Adolf Ferdinand Gustaph Wagener

Adolf Wagener

Adolf Wagener (* 5. Februar 1835 in Brandenburg an der Havel; † 2. Mai 1894 in Küstrin; vollständiger Name: Adolf Ferdinand Gustaph Wagener) war ein deutscher Maschinenbau-Unternehmer, der eine der bekanntesten Maschinenfabriken in Küstrin gründete.

## Leben
Wageners Vater Johann Friedrich Wilhelm Wagener war Schuhmachermeister, in seiner Jugend zog die Familie von Brandenburg nach Küstrin, wo Adolf Wagener bis zu einem der drei technischen Leiter in der Werkstätte von Georg Heinrich Fritze in der Küstriner Vorstadt aufstieg.
Im Sommer 1879 gründete Wagener seine eigene Fabrik auf dem Grundstück Landsberger Straße 40/43, die später unter der Leitung seiner Söhne, Fritz und Max Wagener, zu einem der führenden Hersteller landwirtschaftlicher Maschinen in der Provinz Brandenburg wurde. Die Maschinenfabrik mit Eisengießerei war auch ein Spezialwerk für Brennereianlagen, in dem maschinelle Einrichtungen für Spiritusbrennereinen wie Maische-Destillierapparate, Kartoffeltrocknungsanlagen wie der Universal-Trocknungsapparat nach dem System von Schütz und Stärkefabriken hergestellt wurden. In der Eisengießerei wurden Graugussstücke in jeder Art und Größe erstellt und in der Abteilung Landmaschinen wurden Traktoren und andere Geräte produziert. Die Fabrik hatte auch ein eigenes Laboratorium sowie eine Reparaturwerkstatt und verfügte über geschulte Monteure.
Adolf Wagener wie auch sein Sohn Max waren sehr kreativ. Unter anderem entwickelte er einen speziellen Kartoffeltrocknungsapparat nach eigenem Patent und den Simplex-Dephlegmator, der nicht nur in Deutschland, sondern auch in Ungarn, Spanien, Frankreich, Italien und Österreich unter Patentschutz stand.
Nach Wageners Tod 1894 übernahmen seine beiden ältesten Söhne die Fabrik, Fritz als kaufmännischer Leiter und Max als Ingenieur. Er folgte dem Vorbild seines Vaters und entwickelte mehrere Apparate. Sein jüngster Sohn Adolf studierte Medizin. Fritz Wagener starb 1909, und Max leitete die Fabrik weiter bis 1930, als sie in der Weltwirtschaftskrise in Konkurs ging. Max Wagener gründete daraufhin 1931 sein eigenes Ingenieurbüro für landwirtschaftliche Industrieanlagen in der Küstriner Neustadt für Apparatebau, das er bis 1939 betrieb.

## Unternehmen
Die Maschinenfabrik, Eisengießerei und Kesselschmiede, Kupfer- und Messingwarenfabrik A. Wagener hatte zunächst die Rechtsform einer  offenen Handelsgesellschaft. Sie betrieb ein eigenes chemisches und physikalisches Laboratorium zur Überprüfung der Produktion. Die Fabrik umfasste u. a. eine Eisen- und Metallgießerei, mechanische Werkstätten und eine Kupfer- und Kesselschmiede. Das Unternehmen beschäftigte bis zu 400 Arbeiter. 1893 gab es auch zwei Vertriebsbüros; eines in Danzig mit Vertretung für Ost- und Westpreußen, Hinterpommern und Posen und ein zweites in Hannover. Auftraggeber waren viele angesehene Unternehmen des allgemeinen Maschinen- und Apparatebaus sowie der Elektrizitäts-, Werkzeugmaschinen-, Eisenbahn- und Verkehrsmittel-Industrie, der Beleuchtungsköperindustrie, der Pianoforte-Industrie und der Landmaschinen-Industrie.
1922 beteiligte sich das Unternehmen an der Gründung der „Fortschritt“ Landmaschinen-AG mit Sitz in Lübz; deren Unternehmenszweck waren Herstellung und Vertrieb von landwirtschaftlichen Maschinen und Geräten aller Art sowie landwirtschaftlichen Industrieanlagen. 1924 wurde das Unternehmen A. Wagener in eine Gesellschaft mit beschränkter Haftung umgewandelt, deren Leiter der jüngste Sohn bzw. Enkel Adolf Wagener war. Noch 1928 kam eine Abteilung für den Bau von Dreschmaschinen hinzu.

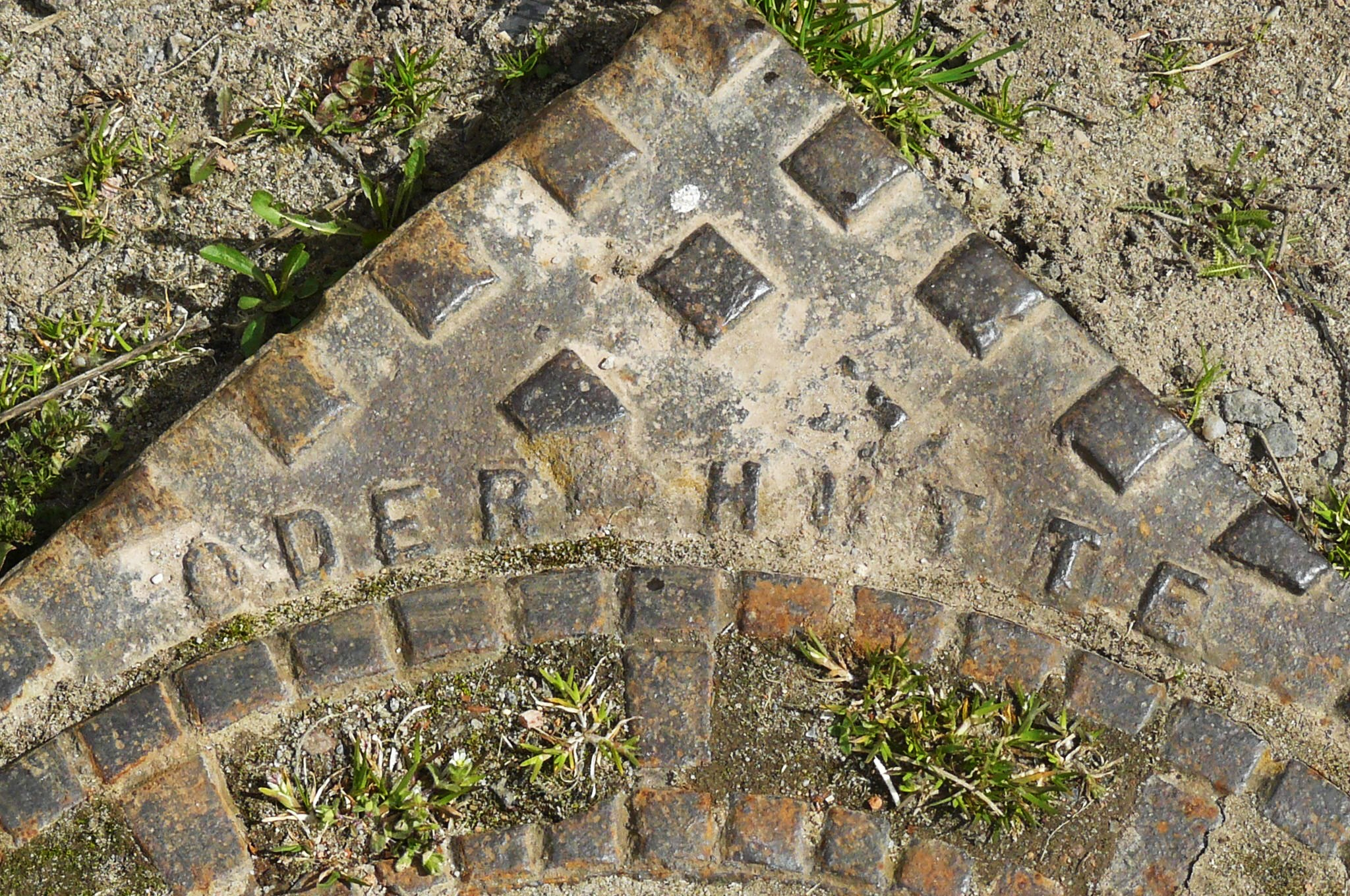
Kanaldeckel der „Oderhütte“ in den Ruinen von Küstrin-Altstadt

Nach der Insolvenz von 1930 die Fabrik von einem Konsortium eigener Mitarbeiter übernommen und firmierte als Küstriner Maschinenfabrik und Eisengießerei GmbH (Kümeis). Von 1937 bis 1945 gehörte diese zur „Oderhütte“ Franck & Co. KG.
Produkte:
- Dampfkessel und Dampfkraftanlagen
- Pumpen
- Simplex-Dephlegmator und Simplex-Trockner
- Dreschmaschinen
- Grauguss
- Maischpumpen und Destillierapparate
- Roste
- Piano- bzw. Flügel-Rahmen
- Spiritus-Brennereien
- Stärke-Fabriken
- Transmissiones
- Trockenanlagen (Schnitzel- und Flockenapparate)
- Wasserversorgungen